# Pražský baseballový týden
Pražský baseballový týden je jedním z nejprestižnějších baseballových turnajů v Evropě.[zdroj?] Jeho tradice sahá až do roku 1980, kdy byl poprvé zorganizován hráči baseballového oddílu VSBH Praha.

## Vítězové jednotlivých ročníků
Z prvních ročníků vítězové nejsou známí nebo se pořadí neurčovalo.
| Rok  | Vítěz                  |
| ---- | ---------------------- |
| 1985 | Trail Blazers          |
| 1986 | bez vítěze             |
| 1987 | Trail Blazers          |
| 1988 | Fortitude Bologna      |
| 1989 | Mr. Cocker HCAW        |
| 1990 | Williams College       |
| 1991 | BC Haag Storks         |
| 1992 | Envoy Team             |
| 1993 | Trail Blazers          |
| 1994 | All Stars ČR           |
| 1995 | reprezentace ČR        |
| 1996 | Team America           |
| 1997 | Mr. Coker HCAW         |
| 1998 | Jersey City Colonels   |
| 1999 | Australia Provincial   |
| 2000 | NAIA                   |
| 2001 | NAIA                   |
| 2002 | AIA Baseball           |
| 2003 | Uniforms Express       |
| 2004 | Uniforms Express       |
| 2005 | bez vítěze             |
| 2006 | New England Stars      |
| 2007 | reprezentace ČR        |
| 2008 | reprezentace ČR        |
| 2009 | výběr Moskvy           |
| 2010 | AIST Baseball          |
| 2011 | AIST Baseball          |
| 2012 | AIST Baseball          |
| 2013 | EU International Stars |
| 2014 | EU International Stars |
| 2015 | reprezentace ČR        |
| 2016 | International Stars    |
| 2017 | International Stars    |
| 2018 | International Stars    |
| 2019 | Future Stars           |
| 2020 | Rusko                  |
| 2021 | Španělsko              |
| 2022 | Hakusoh Globetrotters  |
| 2023 | Česko                  |
| 2024 | Japonsko               |

1. ↑  V roce 2005 se finálová fáze neodehrála z důvodu špatného počasí.